# Christián Herc
Christián Herc (* 30. září 1998, Levice, Slovensko) je slovenský fotbalový záložník a mládežnický reprezentant, od léta 2020 hráč klubu MFK Karviná, kde je na hostování z Wolverhampton Wanderers.

## Klubová kariéra

### Mládežnické roky
Herc je odchovancem Nitry. Ještě v dorosteneckém věku přestoupil do anglického Wolverhamptonu.

### Wolverhampton Wanderers
Ve Wolverhamptonu v prvních třech sezónách nastupoval za týmy do 18 a 23 let. Celkem za ně odehrál 38 zápasů (ligových či pohárových) a vstřelil v nich 9 branek. Za první tým k 16. únoru 2021 nenastoupil do žádného ze zápasů a tak byl pro nabírání zkušeností posílán po hostováních.

#### DAC Dunajská Streda (hostování)
Do slovenské prvoligové Dunajské Stredy přišel na rok a půl dlouhé hostování v lednu 2018. Za tu dobu stihl nastoupit do 42 ligových utkání, ve kterých vstřelil 6 branek. Odehrál také 4 zápasy ve Slovenském národním poháru, branku nevstřelil.
V sezóně 2018/19 se pak dočkal premiéry i v evropských pohárech, když nastoupil do čtyř kvalifikačních utkání Evropské ligy ve dvojzápasech proti Dinamu Tbilisi a Dinamu Minsk.

#### FC Viktoria Plzeň (hostování)
Další hostování následovalo v létě 2019, kdy šel Herc jeden rok vypomoci české prvoligové Plzni. Za celou dobu hostování se ale nedokázal pořádně prosadit do prvního týmu. Za něj odehrál pouhých 16 minut, nastoupil do svou zápasů MOL Cupu a jinak v sedmi zápasech vypomohl třetiligové rezervě (vstřelil za ni jednu branku).

#### MFK Karviná (hostování)
Na další hostování byl odeslán v létě 2020 do dalšího prvoligového klubu, Karviné. Zde si už našel pevné místo v sestavě a k 16. únoru 2021 nastoupil do 17 ligových zápasů, ve kterých vstřelil dvě branky. Zároveň nastoupil i do jednoho utkání MOL Cupu, ve kterém byl jednou střelecky úspěšný.

## Reprezentační kariéra
Nastoupil celkově do 12 mezistátních utkání v dresu Slovenska v mládežnických věkových kategoriích do 18, 19 a 21 let, vstřelil v nich jednu branku.

## Klubové statistiky
- aktuální k 16. únor 2021

| Tým                 | Sezona            | Liga   | Liga   | Pohár  | Pohár  | Evropské poháry | Evropské poháry |
| Tým                 | Sezona            | Zápasy | Branky | Zápasy | Branky | Zápasy          | Branky          |
| ------------------- | ----------------- | ------ | ------ | ------ | ------ | --------------- | --------------- |
| DAC Dunajská Streda | 2017/18           | 13     | 3      | 1      | 0      | -               | -               |
| DAC Dunajská Streda | 2018/19           | 29     | 3      | 3      | 0      | 4               | 0               |
| FC Viktoria Plzeň   | 2019/20           | 1      | 0      | 2      | 0      | -               | -               |
| FC Viktoria Plzeň B | 2019/20 (3. liga) | 7      | 1      | -      | -      | -               | -               |
| MFK Karviná         | 2020/21           | 17     | 2      | 1      | 1      | -               | -               |
| Celkem              | Celkem            | 67     | 9      | 7      | 1      | 4               | 0               |